# Malcolm Macdonald
Malcolm Ian Macdonald, född 7 januari 1950 i Fulham, London, är en engelsk före detta fotbollsspelare.
Macdonald var en av de målfarligaste anfallarna i engelska ligan under 1970-talet. Han var fysiskt stark, extremt snabb och gjorde allt för att hamna i målprotokollet.
Macdonald inledde proffskarriären i Fulham säsongen 1968/69, innan han flyttade till Luton Town. Under två säsonger i Luton gjorde han 49 mål på 88 matcher, vilket gjorde att Newcastle United fick upp ögonen för den då 21-årige talangen. Newcastle betalade 180 000 pund för Macdonald, som snabbt blev den stora idolen på St James' Park och fick smeknamnet "Supermac". Macdonald hade ett enormt självförtroende, vilket visade sig när han kom till Newcastle i en Rolls Royce. Dessutom lovade han att göra hattrick i hemmadebuten mot Liverpool. Macdonald höll sitt löfte, men när han var på väg att göra sitt fjärde mål, kolliderade han med målvakten. Smällen blev så kraftig att han fick bäras ut på bår och efteråt mindes varken det andra eller tredje målet. Efter sin första säsong i Newcastle var Macdonald klubbens bäste målskytt med sina 23 ligamål. Även de följande fyra åren var han Newcastles bäste målskytt, och säsongen 1974/75 vann han skytteligan i division ett med 21 gjorda mål. 1974 gjorde Macdonald mål i varje omgång i FA-cupen ända fram till finalen. Inför finalen skröt han om hur Newcastle skulle krossa Liverpool. Det blev dock inte som Macdonald tänkt sig. Liverpool var överlägset och vann med 3–0, och Macdonald fick knappt röra bollen.
Under tiden i Newcastle gjorde Macdonald även debut i engelska landslaget. Debuten skedde mot Wales 1972, och i april 1975 gjorde han alla fem målen när England besegrade Cypern med 5–0. Totalt gjorde han sex mål på 14 landskamper. Utöver mot Cypern gjorde Macdonald även mål i en 2–0-seger över Västtyskland.
Sommaren 1976 lämnade Macdonald Newcastle för Arsenal för den udda övergångssumman 333 333 pund och 33 pence. Han blev Arsenals bäste målskytt två år i rad och vann skytteligan säsongen 1976/77 då han gjorde 25 mål. 1978 var han återigen med om att förlora en FA-cupfinal, den här gången mot Ipswich Town. Inför finalen ställde en engelsk tidning följande fråga till sina läsare: "Vad är det som tas med till varje FA-cupfinal, men som aldrig används?" Rätt svar skulle vara "de band med det förlorande lagets färger, som vid seger skulle fästas vid pokalen". Någon hade dock svarat "Malcolm Macdonald", efter dennes mindre lyckade insats i 1974 års FA-cupfinal. I början av säsongen 1978/79 skadade Macdonald knäet, och spelade bara fyra ligamatcher. Han blev aldrig fullt återställd efter skadan och lämnade Arsenal sommaren 1979. Under sommaren 1979 spelade Macdonald några matcher med Djurgården.
Efter spelarkarriären var Macdonald tränare i Fulham under fyra säsonger. 1987–88 var han tränare i Huddersfield Town. Idag leder han ett radioprogram i norra England.